# Six Flags Great America
Koordinaten: 42° 22′ 12″ N, 87° 56′ 9″ W
Six Flags Great America ist ein amerikanischer Freizeitpark der bekannten Freizeitparkgruppe Six Flags. Der 1,23 km² große Park befindet sich in Gurnee, Illinois, und wurde 1976 als Marriott's Great America eröffnet. 1986 übernahm Six Flags den Park und benannte ihn in Six Flags Great America um.

## Attraktionen

### Achterbahnen
| Name                       | Typ                                                 | Hersteller                     | Eröffnungsjahr | Bemerkungen | Weblinks |
| -------------------------- | --------------------------------------------------- | ------------------------------ | -------------- | --- | -------- |
| American Eagle             | Holzachterbahn, Racing Roller Coaster               | Intamin                        | 1981           | |          |
| Batman The Ride            | Inverted Coaster                                    | Bolliger & Mabillard           | 1992           | War die erste Auslieferung des Batman-The-Ride-Modells. |          |
| Dark Knight                | Dunkelachterbahn, Wilde Maus                        | Mack Rides                     | 2008           | |          |
| Demon                      | Stahlachterbahn mit Inversionen                     | Arrow Dynamics                 | 1976           | Bis 1979 hieß die Bahn Turn Of The Century, wobei sie nur über zwei Korkenzieher verfügte. Zur 1980er Saison wurden zwei Loopings hinzugefügt und die Bahn in Demon umbenannt. |          |
| Flash: Vertical Velocity   | Launched Coaster, Inverted Coaster, Shuttle Coaster | Intamin                        | 2001           | Ursprünglich als V2 eröffnet, fuhr die Bahn vorübergehend unter dem Namen Vertical Velocity.                                                                                   |          |
| Goliath                    | Holzachterbahn, Hybrid Coaster                      | Rocky Mountain Construction    | 2014           | |          |
| Joker                      | Wing Coaster, 4th-Dimension-Coaster                 | S&S – Sansei Technologies      | 2017           | |          |
| Little Dipper              | Holzachterbahn, Familienachterbahn                  | Philadelphia Toboggan Coasters | 2010           | Ursprünglich 1950 als Little Dipper in Kiddieland eröffnet und fuhr dort bis 2009.                                                                                             |          |
| Maxx Force                 | Launched Coaster                                    | S&S – Sansei Technologies      | 2019           | |          |
| Raging Bull                | Hyper Coaster                                       | Bolliger & Mabillard           | 1999           | |          |
| Sprocket Rockets           | Familienachterbahn                                  | Vekoma                         | 1998           | Fuhr bis 2017 unter dem Namen Spacely's Sprocket Rockets. |          |
| Superman - Ultimate Flight | Flying Coaster                                      | Bolliger & Mabillard           | 2003           | |          |
| Viper                      | Holzachterbahn                                      | unbekannt                      | 1995           | Die Bahn ist spiegelbildlich ähnlich zu Cyclone (Lunapark). |          |
| Whizzer                    | Stahlachterbahn ohne Inversionen                    | Schwarzkopf                    | 1976           | Fuhr bis 1980 unter dem Namen Willard's Whizzer, wobei sich Willard auf den früheren Eigentümer des Parks Willard Marriott bezieht.                                            |          |
| Wrath of Rakshasa          | Dive Coaster                                        | Bolliger & Mabillard           | 2025 (im Bau)  | |          |
| X-Flight                   | Wing Coaster                                        | Bolliger & Mabillard           | 2012           | |          |

#### Ehemalige Achterbahnen
| Name            | Typ                               | Hersteller              | Eröffnungsjahr | Schließungsjahr | Bemerkungen | Weblinks |
| --------------- | --------------------------------- | ----------------------- | -------------- | --------------- | --- | -------- |
| Déjà Vu         | Inverted Coaster, Shuttle Coaster | Vekoma                  | 2001           | 2007            | Befindet sich seit 2008 als Aftershock in Silverwood Theme Park. |          |
| Gulf Coaster    | Kinderachterbahn                  | Allan Herschell Company | 1976           | 1976            | |          |
| Iron Wolf       | Stand-Up Coaster                  | Bolliger & Mabillard    | 1990           | 2011            | Kommt im Film Richie Rich vor. 2012 wurde sie als Apocalypse im Schwesterpark Six Flags America eröffnet. 2019 wurde sie in einen Floorless Coaster umgebaut und in Firebird umbenannt. |          |
| Ragin' Cajun    | Spinning Coaster, Wilde Maus      | Reverchon               | 2004           | 2013            | Fährt seit 2014 in Six Flags America ihre Runden. |          |
| Rolling Thunder | Bobachterbahn                     | Intamin                 | 1989           | 1995            | Ursprünglich 1984 als Sarajevo Bobsled in Six Flags Great Adventure eröffnet und fuhr dort bis 1988. Fährt seit 1998 als Alpine Bobsled in Six Flags Great Escape ihre Runden. |          |
| Shockwave       | Stahlachterbahn mit Inversionen   | Arrow Dynamics          | 1988           | 2002            | |          |
| Tidal Wave      | Launched Coaster, Shuttle Coaster | Schwarzkopf             | 1978           | 1991            | Fuhr von 1995 bis 2001 als Tidal Wave in Six Flags Over Georgia und von 2003 bis 2009 in Kentucky Kingdom als Greezed Lightnin’. |          |
| Z-Force         | Stahlachterbahn ohne Inversionen  | Intamin                 | 1985           | 1987            | Die einzige Auslieferung vom Modell Space Diver. Nach dem Aufenthalt in Six Flags Great America, stand sie zunächst von 1988 bis 1991 als Z-Force in Six Flags Over Georgia, bevor sie 1992 als Flashback nach Six Flags Magic Mountain kam. Dort war sie auf Grund der Nähe zum benachbarten Wasserpark während der Sommersaison geschlossen. Zwischen 2003 und 2007 war die Bahn komplett geschlossen und wurde dann abgerissen. |          |